# Gömör és Kis-Hont
Het comitaat Gömör és Kis-Hont was een historisch comitaat van Hongarije. Dit comitaat bestond vanaf de 11e eeuw tot 1920. Door het Verdrag van Trianon hoort het sindsdien bij Tsjecho-Slowakije (sinds 1993 Slowakije). Een klein deel bleef bij Hongarije.

## Ligging
Het historische comitaat ligt tegenwoordig in het midden-oosten van Slowakije, het grensde in het oosten aan Abaúj-Torna, in het noorden aan Szepes, in het westen aan Zólyom en Nógrád en in het zuiden aan Borsod en Heves.